# Densitat de l'aire
La densitat de l'aire o la densitat atmosfèrica, denotada com a ρ (en grec: rho), és la massa per unitat de volum de l'atmosfera terrestre. La densitat de l'aire, com la pressió de l'aire, disminueix amb l'augment de l'altura. També canvia amb la variació de la pressió atmosfèrica, la temperatura i la humitat. Amb 101.325 kPa (abs) i 15 °C, l'aire té una densitat aproximada de 1,225 kg/m³ (0,001225 g/cm³, 0,0023769 slug/(cu ft), 0,0765 lb/(cu ft)) segons l'ISA (International Standard Atmosphere).
La densitat de l'aire és una propietat utilitzada en moltes branques de la ciència, l'enginyeria i la indústria, l'aeronàutica inclosa; anàlisi gravimètrica;, la indústria de l'aire condicionat; investigació atmosfèrica i meteorologia; enginyeria agrícola (modelització i seguiment dels models de sòl-vegetació-atmosfera-transferència (SVAT); i la comunitat d'enginyers que tracta de l'aire comprimit.
Segons els instruments de mesura emprats, hom pot aplicar diferents conjunts d'equacions per al càlcul de la densitat d'aire. L'aire és una barreja de gasos i els càlculs sempre simplifiquen, en major o menor mesura, les propietats de la mescla.

## Aire sec
La densitat de l'aire sec es pot calcular utilitzant la llei dels gasos ideals, expressada en funció de la temperatura i la pressió:
{\displaystyle \rho ={\frac {p}{R_{\rm {especific}}T}}}
on:
{\displaystyle \rho =} densitat d'aire (kg/m³)
{\displaystyle p=} pressió absoluta (Pa)
{\displaystyle T=} temperatura absoluta (K)
{\displaystyle R_{\rm {especific}}=} constant de gas específic per a l'aire sec (J/(kg·K))
La constant de gas específica per aire sec és 287.058 J/(kg·K) en unitats de SI, i 53.35 (peus·lbf)/(lb·°R) a les unitats habituals i imperials dels Estats Units. Aquesta quantitat pot variar lleugerament depenent de la composició molecular de l'aire en un lloc determinat.
Per tant:
- A la temperatura i pressió estàndard de la Unió Internacional de Química Pura i Aplicada (0 °C i 100 kPa), l'aire sec té una densitat de 1,2754 kg/m³.
- A 20 °C i 101,325 kPa, l'aire sec té una densitat d'1,2041 kg/m³.

A 70 °F i 14,696 psi, l'aire sec té una densitat de 0,074887 lb/ft³.
La taula següent il·lustra la relació de temperatura de densitat d'aire a 1 atm o 101.325 kPa:
| Temperatura T (°C) | Velocitat del so c (m/s) | Densitat de l'aire ρ (kg/m3) | Característica d'impedància acústica específica z0 (Pa·s/m) |
| ------------------ | ------------------------ | ---------------------------- | ----------------------------------------------------------- |
| 35                 | 351,88                   | 1,1455                       | 403,2                                                       |
| 30                 | 349,02                   | 1,1644                       | 406,5                                                       |
| 25                 | 346,13                   | 1,1839                       | 409,4                                                       |
| 20                 | 343,21                   | 1,2041                       | 413,3                                                       |
| 15                 | 340,27                   | 1,2250                       | 416,9                                                       |
| 10                 | 337,31                   | 1,2466                       | 420,5                                                       |
| 5                  | 334,32                   | 1,2690                       | 424,3                                                       |
| 0                  | 331,30                   | 1,2922                       | 428,0                                                       |
| −5                 | 328,25                   | 1,3163                       | 432,1                                                       |
| −10                | 325,18                   | 1,3413                       | 436,1                                                       |
| −15                | 322,07                   | 1,3673                       | 440,3                                                       |
| −20                | 318,94                   | 1,3943                       | 444,6                                                       |
| −25                | 315,77                   | 1,4224                       | 449,1                                                       |

## Aire humit
L'addició de vapor d'aigua a aire (fent l'aire humit) redueix la densitat de l'aire, que a primera vista pot semblar contrari a la intuïció. Això passa perquè la massa molar d'aigua (18 g/mol) és menor que la massa molar d'aire sec (vora 29 g/mol). Per a qualsevol gas ideal, a una determinada temperatura i pressió, el nombre de molècules és constant per a un volum determinat (vegeu la Llei d'Avogadro). Així, quan les molècules d'aigua (vapor d'aigua) s'afegeixen a un determinat volum d'aire, les molècules d'aire sec han de disminuir amb el mateix nombre, per a evitar que la pressió o la temperatura augmentin. Per tant, la massa per unitat de volum del gas (la seva densitat) disminueix.
La densitat de l'aire humit es pot calcular tractant-la com una barreja de gasos ideals. En aquest cas, la pressió parcial del vapor d'aigua es coneix com a pressió de vapor. Mitjançant aquest mètode, l'error en el càlcul de la densitat és inferior al 0,2% en el rang de −10 °C to 50 °C.
La densitat de l'aire humit es troba en:
{\displaystyle \rho _{\,\mathrm {aire~humid} }={\frac {p_{d}}{R_{d}T}}+{\frac {p_{v}}{R_{v}T}}={\frac {p_{d}M_{d}+p_{v}M_{v}}{RT}}\,}  
on:
{\displaystyle \rho _{\,\mathrm {aire~humid} }=} Densitat de l'aire humit (kg/m³)
{\displaystyle p_{d}=} Pressió parcial de l'aire sec (Pa)
{\displaystyle R_{d}=} Constant del gas específic per a l'aire sec, 287,058 J/(kg·K)
{\displaystyle T=} Temperatura (K)
{\displaystyle p_{v}=} Pressió del vapor d'aigua (Pa)
{\displaystyle R_{v}=} Constant del gas específic del vapor d'aigua, 461,495 J/(kg·K)
{\displaystyle M_{d}=} Massa molar de l'aire sec, 0,028964 kg/mol
{\displaystyle M_{v}=} Massa molar del vapor d'aigua, 0,018016 kg/mol
{\displaystyle R=} Constant dels gasos, 8,314 J/(K·mol)
La pressió de vapor de l'aigua es pot calcular a partir de la pressió de vapor de saturació i la humitat relativa. Es troba per:
{\displaystyle p_{v}=\phi p_{\mathrm {sat} }\,}
on:
{\displaystyle p_{v}=} Pressió de vapor de l'aigua
{\displaystyle \phi =} Humitat relativa
{\displaystyle p_{\mathrm {sat} }=} Pressió de vapor de saturació
La saturació de la pressió de vapor de l'aigua a qualsevol temperatura donada és la pressió de vapor quan la humitat relativa és del 100%.
Una fórmula que s'usa per a trobar la pressió de vapor de saturació és:
{\displaystyle p_{\mathrm {sat} }=6,1078\times 10^{\frac {7,5T}{T+237,3}}}
on {\displaystyle T=} és en graus C.
nota:
- Aquesta equació donarà el resultat de la pressió en hPa (100 Pa, equivalent a la unitat més antiga en mil·libars, 1 mbar = 0,001 bar = 0,1 kPa)

La pressió parcial de l'aire sec {\displaystyle p_{d}} es troba tenint en compte la pressió parcial, que resulta en:
{\displaystyle p_{d}=p-p_{v}\,}
On {\displaystyle p} senzillament denota la pressió absoluta observada.

## Variació amb l'altura

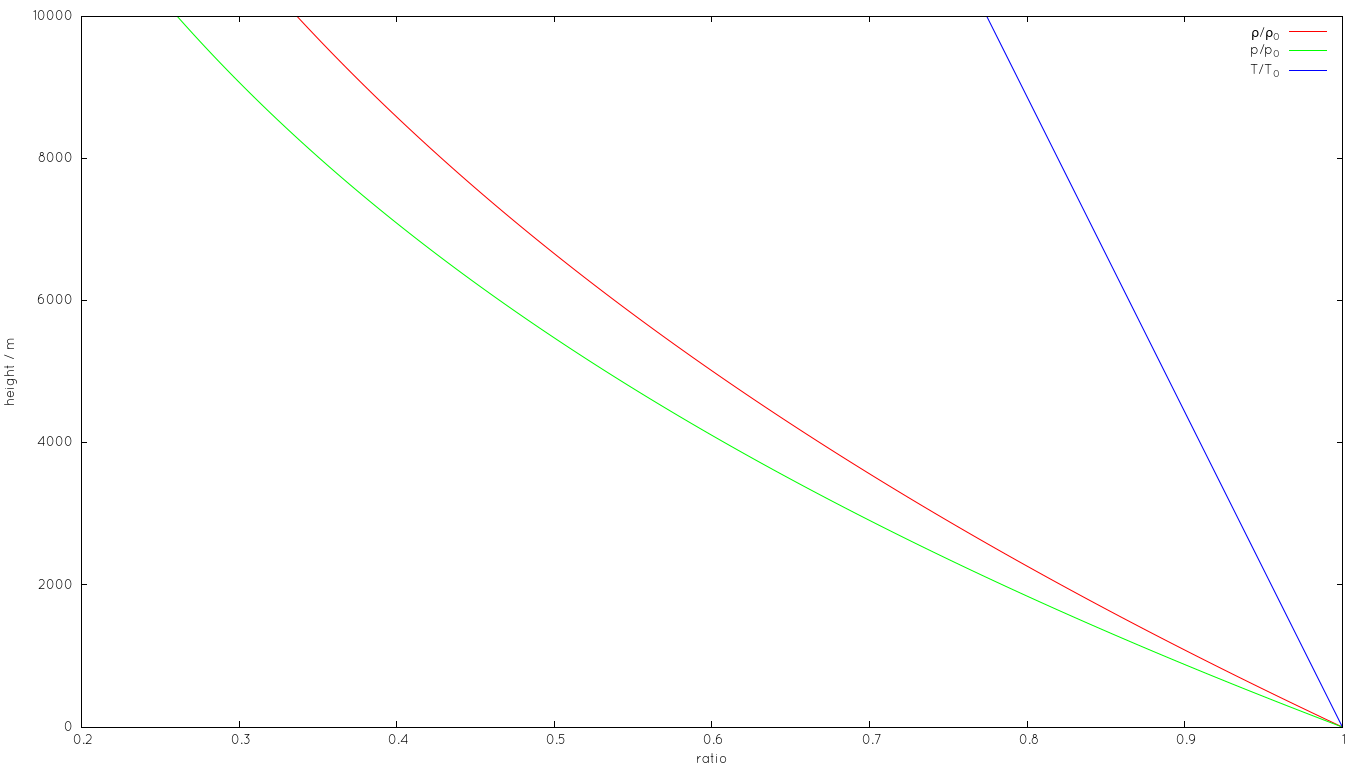
Atmosfera estàndard: p_{0} = 101,325 kPa, T_{0} = 288,15 K, ρ_{0} = 1,225 kg/m³

Per a calcular la densitat de l'aire en funció de l'altura, calen paràmetres addicionals. Es detallen a continuació, juntament amb els seus valors segons l'atmosfera estàndard internacional, utilitzant per al càlcul la constant universal de gasen comptes de la constant específica de l'aire:
{\displaystyle p_{0}=} pressió atmosfèrica estàndard del nivell del mar, 101,325 kPa
{\displaystyle T_{0}=} temperatura estàndard del nivell del mar, 288,15 K
{\displaystyle g=} acceleració gravitatòria de la superfície terrestre, 9,80665 m/s²
{\displaystyle L=} taxa de descens de la temperatura, 0,0065 K/m
{\displaystyle R=} constant de gas (universal) ideal, 8,31447 J/(mol·K)
{\displaystyle M=} massa molar d'aire sec, 0,0289644 kg/mol
La temperatura a l'altura {\displaystyle h} sobre el nivell del mar s'aproxima mitjançant la següent fórmula (només és vàlida dins de la troposfera, no més d'~18 km per sobre de la superfície de la Terra (i més avall de l'equador)):
{\displaystyle T=T_{0}-Lh\,}
La pressió a l'altura {\displaystyle h} ve donada per:
{\displaystyle p=p_{0}\left(1-{\frac {Lh}{T_{0}}}\right)^{gM/RL}}
La densitat es pot calcular d'acord amb una forma molar de la llei dels gasos ideals:
{\displaystyle \rho ={\frac {pM}{RT}}\,}
on:
{\displaystyle M=} massa molar
{\displaystyle R=} constant dels gasos ideals
{\displaystyle T=} temperatura absoluta
{\displaystyle p=} pressió absoluta

## Composició
| Gas (i altres)                           | Gas (i altres) | Volum per diversos                                                     | Volum per diversos                                                     | Volum per CIPM-2007                                                    | Volum per CIPM-2007                                                    | Volum per ASHRAE                                                       | Volum per ASHRAE                                                       | Volum per Schlatter                                                    | Volum per Schlatter                                                    | Volum per ICAO                                                         | Volum per ICAO                                                         | Volum per US StdAtm76                                                  | Volum per US StdAtm76                                                  | ▼ Toqueu aquest text per ampliar o contraure la taula ▲ |
| Gas (i altres)                           | Gas (i altres) | ppmv                                                                   | percentatge                                                            | ppmv                                                                   | percentatge                                                            | ppmv                                                                   | percentatge                                                            | ppmv                                                                   | percentatge                                                            | ppmv                                                                   | percentatge                                                            | ppmv                                                                   | percentatge                                                            | ▼ Toqueu aquest text per ampliar o contraure la taula ▲ |
| Nitrogen                                 | (N2)           | 780.800                                                                | (78,080%)                                                              | 780.848                                                                | (78,0848%)                                                             | 780.818                                                                | (78,0818%)                                                             | 780.840                                                                | (78,084%)                                                              | 780.840                                                                | (78,084%)                                                              | 780.840                                                                | (78,084%)                                                              | ▼ Toqueu aquest text per ampliar o contraure la taula ▲ |
| Oxigen                                   | (O2)           | 209.500                                                                | (20,950%)                                                              | 209.390                                                                | (20,9390%)                                                             | 209.435                                                                | (20,9435%)                                                             | 209.460                                                                | (20,946%)                                                              | 209.476                                                                | (20,9476%)                                                             | 209.476                                                                | (20,9476%)                                                             | ▼ Toqueu aquest text per ampliar o contraure la taula ▲ |
| Argó                                     | (Ar)           | 9.340                                                                  | (0,9340%)                                                              | 9.332                                                                  | (0,9332%)                                                              | 9.332                                                                  | (0,9332%)                                                              | 9.340                                                                  | (0,9340%)                                                              | 9.340                                                                  | (0,9340%)                                                              | 9.340                                                                  | (0,9340%)                                                              | ▼ Toqueu aquest text per ampliar o contraure la taula ▲ |
| Diòxid de carboni                        | (CO2)          | 397,8                                                                  | (0,03978%)                                                             | 400                                                                    | (0,0400%)                                                              | 385                                                                    | (0,0385%)                                                              | 384                                                                    | (0,0384%)                                                              | 314                                                                    | (0,0314%)                                                              | 314                                                                    | (0,0314%)                                                              | ▼ Toqueu aquest text per ampliar o contraure la taula ▲ |
| Neó                                      | (Ne)           | 18,18                                                                  | (0,001818%)                                                            | 18,2                                                                   | (0,00182%)                                                             | 18,2                                                                   | (0,00182%)                                                             | 18,18                                                                  | (0,001818%)                                                            | 18,18                                                                  | (0,001818%)                                                            | 18,18                                                                  | (0,001818% )                                                           | ▼ Toqueu aquest text per ampliar o contraure la taula ▲ |
| Heli                                     | (He)           | 5,24                                                                   | (0,000524%)                                                            | 5,2                                                                    | (0,00052%)                                                             | 5,2                                                                    | (0,00052%)                                                             | 5,24                                                                   | (0,000524%)                                                            | 5,24                                                                   | (0,000524%)                                                            | 5,24                                                                   | (0,000524% )                                                           | ▼ Toqueu aquest text per ampliar o contraure la taula ▲ |
| Metà                                     | (CH4)          | 1,81                                                                   | (0,000181%)                                                            | 1,5                                                                    | (0,00015%)                                                             | 1,5                                                                    | (0,00015%)                                                             | 1,774                                                                  | (0,0001774%)                                                           | 2                                                                      | (0,0002%)                                                              | 2                                                                      | (0,0002%)                                                              | ▼ Toqueu aquest text per ampliar o contraure la taula ▲ |
| Kriptó                                   | (Kr)           | 1,14                                                                   | (0,000114%)                                                            | 1,1                                                                    | (0,00011%)                                                             | 1,1                                                                    | (0,00011%)                                                             | 1,14                                                                   | (0,000114%)                                                            | 1,14                                                                   | (0,000114%)                                                            | 1,14                                                                   | (0,000114%)                                                            | ▼ Toqueu aquest text per ampliar o contraure la taula ▲ |
| Hidrogen                                 | (H2)           | 0,55                                                                   | (0,000055%)                                                            | 0,5                                                                    | (0,00005%)                                                             | 0,5                                                                    | (0,00005%)                                                             | 0,56                                                                   | (0,000056%)                                                            | 0,5                                                                    | (0,00005%)                                                             | 0,5                                                                    | (0,00005%)                                                             | ▼ Toqueu aquest text per ampliar o contraure la taula ▲ |
| Òxid de dinitrogen                       | (N2O)          | 0,325                                                                  | (0,0000325%)                                                           | 0,3                                                                    | (0,00003%)                                                             | 0,3                                                                    | (0,00003%)                                                             | 0,320                                                                  | (0,0000320%)                                                           | 0,5                                                                    | (0,00005%)                                                             | -                                                                      | -                                                                      | ▼ Toqueu aquest text per ampliar o contraure la taula ▲ |
| Monòxid de carboni                       | (CO)           | 0,1                                                                    | (0,00001% )                                                            | 0.2                                                                    | (0,00002%)                                                             | 0,2                                                                    | (0,00002%)                                                             | -                                                                      | -                                                                      | -                                                                      | -                                                                      | -                                                                      | -                                                                      | ▼ Toqueu aquest text per ampliar o contraure la taula ▲ |
| Xenó                                     | (Xe)           | 0,09                                                                   | (0,000009%)                                                            | 0,1                                                                    | (0,00001%)                                                             | 0,1                                                                    | (0,00001%)                                                             | 0,09                                                                   | (0,000009%)                                                            | 0,087                                                                  | (0,0000087%)                                                           | 0,087                                                                  | (0,0000087%)                                                           | ▼ Toqueu aquest text per ampliar o contraure la taula ▲ |
| Diòxid de nitrogen                       | (NO2)          | 0,02                                                                   | (0,000002%)                                                            | -                                                                      | -                                                                      | -                                                                      | -                                                                      | -                                                                      | -                                                                      | fins a 0,02                                                            | fins a (0,000002%)                                                     | -                                                                      | -                                                                      | ▼ Toqueu aquest text per ampliar o contraure la taula ▲ |
| Iode                                     | (I2)           | 0,01                                                                   | (0,000001%)                                                            | -                                                                      | -                                                                      | -                                                                      | -                                                                      | -                                                                      | -                                                                      | fins a 0,01                                                            | fins a (0,000001%)                                                     | -                                                                      | -                                                                      | ▼ Toqueu aquest text per ampliar o contraure la taula ▲ |
| Amoníac                                  | (NH3)          | traces                                                                 | traces                                                                 | -                                                                      | -                                                                      | -                                                                      | -                                                                      | -                                                                      | -                                                                      |                                                                        |                                                                        | -                                                                      | -                                                                      | ▼ Toqueu aquest text per ampliar o contraure la taula ▲ |
| Diòxid de sofre                          | (SO2)          | traces                                                                 | traces                                                                 | -                                                                      | -                                                                      | -                                                                      | -                                                                      | -                                                                      | -                                                                      | fins a 1.00                                                            | fins a (0.0001%)                                                       | -                                                                      | -                                                                      | ▼ Toqueu aquest text per ampliar o contraure la taula ▲ |
| Ozó                                      | (O3)           | 0,02 a 0,07                                                            | (2 a 7×10−6%)                                                          | -                                                                      | -                                                                      | -                                                                      | -                                                                      | 0,01 a 0,10                                                            | (1 a 10×10−6%)                                                         | fins a 0.02 a 0.07                                                     | fins a (2 a 7×10−6%)                                                   | -                                                                      | -                                                                      | ▼ Toqueu aquest text per ampliar o contraure la taula ▲ |
| Traces de a 30 ppm                       | (----)         | -                                                                      | -                                                                      | -                                                                      | -                                                                      | 2,9                                                                    | (0,00029%)                                                             | -                                                                      | -                                                                      | -                                                                      | -                                                                      | -                                                                      | -                                                                      | ▼ Toqueu aquest text per ampliar o contraure la taula ▲ |
| Total d'aire sec                         | (aire)         | 1.000.065,265                                                          | (100,0065265%)                                                         | 999.997,100                                                            | (99,9997100%)                                                          | 1.000.000,000                                                          | (100,0000000%)                                                         | 1.000.051,404                                                          | (100,0051404%)                                                         | 999.998,677                                                            | (99,9998677%)                                                          | 1.000.080,147                                                          | (100,0080147%)                                                         | ▼ Toqueu aquest text per ampliar o contraure la taula ▲ |
| No s'inclou a l'atmosfera seca anterior: |                |                                                                        |                                                                        |                                                                        |                                                                        |                                                                        |                                                                        |                                                                        |                                                                        |                                                                        |                                                                        |                                                                        |                                                                        | ▼ Toqueu aquest text per ampliar o contraure la taula ▲ |
| Vapor d'aigua                            | (H2O)          | ~0,25% en massa en atmosfera completa, localment 0,001% -5% per volum. | ~0,25% en massa en atmosfera completa, localment 0,001% -5% per volum. | ~0,25% en massa en atmosfera completa, localment 0,001% -5% per volum. | ~0,25% en massa en atmosfera completa, localment 0,001% -5% per volum. | ~0,25% en massa en atmosfera completa, localment 0,001% -5% per volum. | ~0,25% en massa en atmosfera completa, localment 0,001% -5% per volum. | ~0,25% en massa en atmosfera completa, localment 0,001% -5% per volum. | ~0,25% en massa en atmosfera completa, localment 0,001% -5% per volum. | ~0,25% en massa en atmosfera completa, localment 0,001% -5% per volum. | ~0,25% en massa en atmosfera completa, localment 0,001% -5% per volum. | ~0,25% en massa en atmosfera completa, localment 0,001% -5% per volum. | ~0,25% en massa en atmosfera completa, localment 0,001% -5% per volum. | ▼ Toqueu aquest text per ampliar o contraure la taula ▲ |
| 1. 2. 3. 4. 5. 6.                        |                |                                                                        |                                                                        |                                                                        |                                                                        |                                                                        |                                                                        |                                                                        |                                                                        |                                                                        |                                                                        |                                                                        |                                                                        | ▼ Toqueu aquest text per ampliar o contraure la taula ▲ |